# 張必泰
張必泰，字子通，福建福清縣（今屬福州市）人。明初官員。
洪武四年（1371年）辛亥，明朝首開會試，張必泰考中吴伯宗榜三甲進士。官陝西寶雞縣縣丞。